# Tunstall, East Riding of Yorkshire
Tunstall är en by i civil parish Roos, i distriktet East Riding of Yorkshire, i grevskapet East Riding of Yorkshire, i England. Byn är belägen 6 km från Withernsea. Tunstall var en civil parish fram till 1935 när blev den en del av Roos. Civil parish hade 102 invånare år 1931. Byn nämndes i Domedagsboken (Domesday Book) år 1086, och kallades då Tunestal(e).